# Som Ràdio
|  | No s'ha de confondre amb Som.cat. |

Som Ràdio fou una emissora pública íntegrament en català. L'1 de setembre de 2000 començà les seves emissions en proves amb un 25% de música en català. Fou sota el mandat de Damià Pons Pons com a Conseller d'Educació i Joan Melià i Garí com a Director General de Política Lingüística.
L'emissora de ràdio-fórmula (106.1 al dial) va ser adjudicada, en concurs públic, al Grup Serra. L'emissió es va iniciar amb un tema del grup mallorquí Fora des Sembrat. La programació estava integrada als seus inicis per clàssics dels anys 70, 80 i 90, amb un 25% en català.
Inicialment començà les seves emissions només a Mallorca, però al gener de 2001, ja es pogué sentir a Menorca i Eivissa.
Comença com una ràdio-fórmula en català que es posa en concurs l'agost de 2000, adjudicant-se llavors per contracte al Grup Serra, el qual comença a emetre amb unes freqüències autoritzades i llogades a l'empresa Editora Balear del Diari de Mallorca. Que més tard, dia 1 de juny de l'any 2002, Editora Balear decideix no renovar el lloguer d‘aquesta freqüència al Grup Serra, que aleshores té dues opcions: abandonar Som Ràdio o començar a emetre a partir d‘una de les freqüències que el Grup té, un dilema que el COFUC, dia 2 de juliol de 2002, decideix resoldre acordant continuar Som Ràdio amb els seus propis mitjans, és a dir, amb els recursos del Govern. Aleshores, dia 14 d'agost de 2002 es rescindeix el contracte amb el Grup Serra i dia 17 de setembre del 2002 se'n firma un altre entre el Grup Serra i el Govern pel qual el Grup Serra cedeix tots els béns materials, patents i marques registrades i se subroga el personal al Govern. Finalment, el desembre de 2002, i per la manca de freqüències autoritzades, el COFUC, o Som Ràdio, contracta amb Tradia el manteniment, difusió i enllaç per a Som Ràdio de manera que se cerquen unes freqüències que no molestin ningú.
L'emissora, després de dos anys de gestió del Grup Serra, va passar a dependre de la Direcció General de Política Lingüística del Govern de les Illes Balears a la legislatura 1999-2003, en què governà el Pacte de progrés.
El seu objectiu principal era la normalització lingüística del català a l'àmbit juvenil. Les seves veus principals eren: Pep Suasi, Pep Lluís Fornés i Esther Vicens. La primera directora de l'emissora fou Mònica Borràs, que fou substituïda per Margalida Ripoll.
Titllada d'il·legal pel llavors partit de l'oposició PP de les Illes Balears, fou clausurada en tornar al poder aquest partit el 2003 després de destituir Margalida Ripoll i substituir-la per Kika Ramis.
L'Obra Cultural Balear volgué revifar l'esperit d'aquella ràdio amb Som i Serem Ràdio, una emissora que emet per internet.